# The Brotherhood III: Young Demons
The Brotherhood III: Young Demons és una pel·lícula de David DeCoteau, estrenada el 2002.

## Argument
Un grup de jugadors d'una escola d'alt nivell, decideix fer un canvi cap a la bruixeria i utilitzen 'mots' d'un llibre màgic. Els jugadors no s'adonen que els poders són reals. Un cop llegits els mots, convoquen un potent dimoni que comença a empaitar-los, un per un.

## Repartiment
Kristopher Turner

Paul Andrich

Ellen Wieser

Julie Pedersen

Andrew Hrankowski

Landon McCormick

David Johnson

Matthew Epp

Carl Thiessen

Eva Demchuk

Rita Hines

Christine Pinnock

Janis Pinnock

Denise Pinnock

Jacqueline Guertin

Heather Mathieson

Kristin Marand

John Witzke

Ruth Smith

Cheryl Bubbs

April Walder

Ryan Gauthier

Jason Zarillo

Shannon Gibson

Amanda Yawichuk

Kimberly Crabb

Allister Carrington

Rejean Labelle